# Torsana
Torsana è una località italiana, frazione del comune di Comano, in provincia di Massa-Carrara.
La frazione è situata alle pendici del complesso montuoso denominato Groppi di Camporaghena e Torsana, la cui vetta più elevata è la Punta Buftanaro (1 878 m), e del monte Alto (1 904 m). Il piccolo borgo è incluso nel Parco nazionale dell'Appennino Tosco-Emiliano.
Principale edificio del borgo è la chiesa di San Giacomo, risalente al XII secolo.